# Urho Peltonen

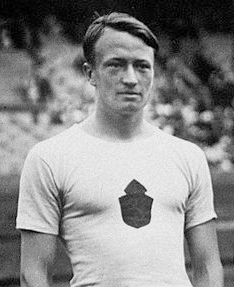
Urho Peltonen (1912)

Urho Pellervo Peltonen (* 15. Januar 1893 in Nurmes; † 4. Mai 1950 in Helsinki) war ein finnischer Speerwerfer, der zwischen 1912 und 1924 an drei Olympischen Spielen teilnahm und zwei Medaillen gewann.

## Werdegang
Bei den Olympischen Sommerspielen 1912 in Stockholm startete der damals 19-jährige Peltonen sowohl im ein- als auch im beidarmigen Speerwurf. Der damaligen Regel zufolge waren nur die drei besten Werfer der Qualifikation für das Finale zugelassen. Im einarmigen Werfen gehörte Peltonen nicht dazu: Seine beste Qualifikationsweite von 49,20 m brachte ihn auf Platz 9, mehr als sechs Meter hinter dem Drittplatzierten, dem Ungarn Mór Kóczán. Im beidarmigen Werfen trat er ebenfalls nicht zum Finale an – weil gar keins stattfand, da die drei qualifizierten Werfer allesamt Finnen waren und ihre Platzierungen aus der Qualifikation als Endergebnis akzeptieren wollten. So siegte Julius Saaristo mit 109,42 m vor Väinö Siikaniemi mit 101,13 m, während Peltonen mit 100,24 m Bronze gewann. Seine Bestweite sowohl mit dem rechten als auch mit dem linken Arm lag unter der von Saaristo und Siikaniemi.
Bei den ersten Spielen der Nachkriegszeit 1920 in Antwerpen trat Peltonen erneut in Erscheinung, und zwar mit einer deutlichen Leistungssteigerung: Mit 63,50 m gewann er die Qualifikation. Im Finale jedoch konnte er sich im Gegensatz zu seinem Landsmann Jonni Myyrä nicht mehr verbessern und gewann somit „nur“ Silber hinter Myyrä, der mit 65,78 m dicht an seinen Weltrekord von 66,10 m herankam.
Bei seiner dritten Olympiateilnahme 1924 in Paris fiel Peltonen erneut der Qualifikationsregel zum Opfer: Als Siebter mit 55,67 m schied er knapp aus, da nur die besten sechs Werfer drei weitere Versuche hatten. Wiederum triumphierte Jonni Myyrä. Peltonen hätte für eine Medaille 2,70 m weiter werfen müssen, da der Drittplatzierte, der US-Amerikaner Eugene Oberst, auf 58,35 m kam.
Über Urho Peltonens Ergebnisse bei finnischen Landesmeisterschaften ist nichts überliefert. Er starb im Mai 1950 im Alter von 57 Jahren in Helsinki.